# Саровка (село)
Саро́вка — село в Красноармейском районе Приморского края. Входит в состав Лукьяновского сельского поселения.

## География
Село Саровка стоит на правом берегу реки Большая Уссурка.
Дорога к селу Саровка идёт от села Лукьяновка по мосту через Большую Уссурку, далее вниз по течению.
Расстояние до районного центра Новопокровка (стоит на левом берегу Большой Уссурки выше Лукьяновки) около 15 км.
На правом берегу Большой Уссурки ниже Савровки находится село Покровка, а выше по течению — село Новокрещенка (напротив Новопокровки).

## Население
| 1915 | 2002 | 2010 |
| ---- | ---- | ---- |
| 489  | ↘89  | ↘50  |

## Улицы
В селе имеются две улицы: Луговая и Фадеева. 

## Экономика
Жители занимаются сельским хозяйством.